# Nils Andersson (fotbollsspelare)
Nils Adolf Andersson, född 10 mars 1887 i Göteborg, Sverige, död 15 augusti 1947 i Los Angeles, USA, var en svensk amatörfotbollsspelare som var uttagen till Sveriges första fotbollslandskamp genom tiderna, mot Norge 12 juli 1908, där han spelade som försvarare. 
Andersson var också med i den svenska fotbollstruppen i OS i London 1908. Han spelade där i Sveriges andra match i turneringen, i 2–0-förlusten mot Nederländerna. Sammanlagt blev det under åren 1908–09 5 landskamper (0 mål).
Andersson var också IFK Göteborgs förste lagkapten; detta indikerades av att han bar den fyruddiga IFK-stjärnan på sitt högra bröst i motsats till lagkamraterna som hade stjärnan på vänster bröst. Med klubben blev han svensk mästare år 1908 och 1910.
År 1911 emigrerade Andersson plötsligt till USA. Där levde han sedan till sin död 1947

## Karriärstatistik

### Landslag
| Landslag | År     | Matcher | Mål |
| -------- | ------ | ------- | --- |
| Sverige  |        |         |     |
| 1908     | 4      | 0       |     |
| 1909     | 1      | 0       |     |
| Totalt   | Totalt | 5       | 0   |

## Meriter

### I landslag
Sverige
- Uttagen till OS: 1908 (spelade i en av två matcher)
- 5 landskamper, 0 mål

### I klubblag
IFK Göteborg
- Svensk mästare (2): 1908, 1910

### Webbsidor
- Nils Andersson på Sveriges Olympiska Kommittés webbplats
- "Olympic Football Tournament London 1908", fifa.com, läst 2013 02 20
- Nils Andersson på Svenska Fotbollförbundets webbplats